# Maisspindelgranulat
Maisspindelgranulat ist ein Granulat aus Erntereststoffen. Es entsteht durch Zerkleinern, Sieben und Entstauben aus entkörnten Maiskolben, den sogenannten Maisspindeln. Weitere Bezeichnungen sind Maisspindelgrieß, Maisgranulat, Maiskolbengranulat oder Maiskolbenschrot.
Maisspindelgranulat eignet sich u. a. als aufsaugendes Mittel (beispielsweise  Ölbindemittel) der Kategorie staubfrei zum Entfernen von Öl und vielen anderen Flüssigkeiten von festen Industrieböden oder Verkehrsflächen, es hat die Ölbindemittel-Klassifizierung Typ III R mit dem Schüttgewicht von 540 g/l, siehe „Liste der geprüften Ölbinder“.
Es kann ebenso zum Reinigen und Polieren (in Besteckpoliermaschinen oder als Hülsenpoliermittel), als Staub-Bindemittel oder als Trägermaterial für Duftstoffe bzw. Aromen verwendet werden. Eine weitere Einsatzmöglichkeit ist die Beimengung zum Beispiel zu Spülflüssigkeiten für Gesteinsbohrungen. Im Winterdienst verwendet man es als abstumpfendes Streumittel gegen Eis und Schneeglätte auf Gehwegen. In der Geflügelhaltung wird Maisspindelgranulat (hier grob zerkleinerte Maisspindeln) als Einstreu genutzt.
Maisspindelgranulat ist mikrobiologisch abbaubar.